# Scellus filifer
Scellus filifer är en tvåvingeart som beskrevs av Friedrich Hermann Loew 1864. Scellus filifer ingår i släktet Scellus och familjen styltflugor. Inga underarter finns listade i Catalogue of Life.